# 475

475(사백칠십오)는 474보다 크고 476보다 작은 자연수다.

## 수학
- 합성수로, 그 약수는 1, 5, 19, 25, 95, 475다. 진약수의 합은 145이므로, 475는 부족수다.
- {\displaystyle 26^{3}-1}은 475로 나누어떨어진다.

## 과학
- NGC 475(영어판): 물고기자리 방향에 있는 렌즈형은하.

## 교통
- 일본 475번 국도: 아이치현 도요타시에서 미에현 욧카이치시까지 이어지던 일본의 과거 국도. 현재 도카이 환상 자동차도(일본어판)로 지정되어 있다.
- 현도 제475호선

## 군사
- U-475(영어판, 독일어판): 제2차 세계 대전에 사용된 나치 독일의 군용 잠수함.

## 문화유산
- 대한민국의 보물 제475호: 안동 소호헌
- 대한민국의 사적 제475호: 서산 부장리 고분군

## 기타
- 연도: 475년, 기원전 475년